# Imperatore dei francesi
Imperatore dei francesi, in francese Empereur des Français, fu il titolo utilizzato dal Casato dei Bonaparte a partire dalla proclamazione di Napoleone I a imperatore dal Senato francese il 14 maggio 1804 e la conseguente incoronazione il 2 dicembre nella Cattedrale di Notre-Dame a Parigi, con la corona imperiale.
Il titolo enfatizzava lo stretto legame fra il sovrano e il popolo francese, inteso come Nazione, più che con la Francia. La vecchia formula di re di Francia e Navarra caratterizzava la Francia come proprietà personale del sovrano, mentre il nuovo termine indicava una monarchia costituzionale. Il titolo venne volutamente creato per preservare almeno nell'aspetto la Repubblica francese e per dimostrare che, in seguito alla Rivoluzione, il sistema feudale era stato abbandonato, con la creazione di uno Stato nazionale, con cittadini uguali in quanto sudditi del loro imperatore (lo Stato divenne ufficialmente l'Impero francese solo il 1º gennaio 1809).
Il titolo di Imperatore dei francesi intendeva dimostrare che l'incoronazione di Napoleone non fu una restaurazione della monarchia, ma bensì l'introduzione di un nuovo sistema politico: l'Impero francese (Empire français). Napoleone rimase sul trono sino al 22 giugno 1815, quando fu sconfitto nella battaglia di Waterloo, esiliato e imprigionato nell'isola di Sant'Elena. Il suo governo venne interrotto dalla Restaurazione borbonica nel 1814 e dal suo esilio nell'isola d'Elba, da dove fuggì dopo meno di un anno per reclamare il trono, regnando come Imperatore per altri 94 giorni prima della sua definitiva sconfitta.
Meno di un anno dopo il Colpo di Stato del 2 dicembre 1851 messo in atto dal nipote di Napoleone, Luigi Napoleone Bonaparte, che si concluse con la dissoluzione dell'Assemblea nazionale francese, la Seconda Repubblica francese venne trasformata nel Secondo Impero francese, confermato da un plebiscito, il 7 novembre 1852. Il presidente Luigi Napoleone Bonaparte, eletto dal popolo francese, divenne ufficialmente Napoleone III, Imperatore dei francesi, a partire dalla data simbolica e storica del 2 dicembre 1852.
Rimase sul trono sino al 4 settembre 1870, quando venne catturato nella battaglia di Sedan durante la guerra franco-prussiana. Visse poi in esilio in Inghilterra sino alla sua morte, il 9 gennaio 1873.
Dalla morte prematura del suo unico figlio Luigi Napoleone, il Casato dei Bonaparte ha avuto numerosi pretendenti al trono imperiale di Francia. Il pretendente attuale è Carlo Napoleone, che divenne capo del casato dei Bonaparte il 3 maggio 1997. La sua posizione è contestata da suo figlio Giovanni Cristoforo, nominato erede nel testamento del suo defunto nonno.

## Titolatura completa
I titoli degli Imperatori dei francesi rifletterono la vastità geografica e la diversità delle terre governate dal Casato dei Bonaparte. 

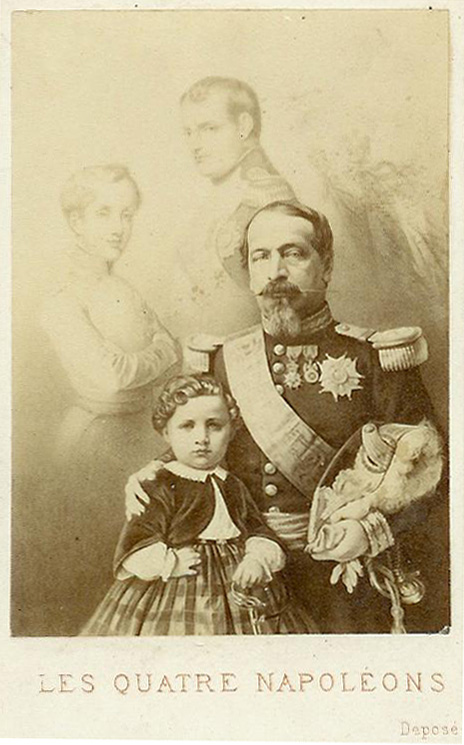
I quattro Napoleoni

### Napoleone I
Sua maestà imperiale e reale Napoleone I, per grazia di Dio e la Costituzione della Repubblica, imperatore dei francesi, re d'Italia, protettore della Confederazione del Reno, mediatore della Confederazione svizzera e coprincipe di Andorra.

### Napoleone II
Sua maestà imperiale Napoleone II, per grazia di Dio e la Costituzione della Repubblica, imperatore dei francesi e coprincipe di Andorra.

### Napoleone III
Sua maestà imperiale Napoleone III, per grazia di Dio e volontà della Nazione, imperatore dei francesi e coprincipe di Andorra.

## Impero francese (1804-1814)
| Nome        | Ritratto | Data di nascita | Regno          | Regno          | Matrimoni                                                                       | Note |
| Nome        | Ritratto | Data di nascita | Inizio         | Fine           | Matrimoni                                                                       | Note |
| ----------- | -------- | --------------- | -------------- | -------------- | ------------------------------------------------------------------------------- | ---- |
| Napoleone I |          | 15 agosto 1769  | 18 maggio 1804 | 11 aprile 1814 | (1) Giuseppina di Beauharnais nessun figlio (2) Maria Luisa d'Austria un figlio | —    |

## Impero francese (Cento giorni, 1815)
| Nome                      | Ritratto | Data di nascita | Regno          | Regno          | Matrimoni                                                                       | Note                  |
| Nome                      | Ritratto | Data di nascita | Inizio         | Fine           | Matrimoni                                                                       | Note                  |
| ------------------------- | -------- | --------------- | -------------- | -------------- | ------------------------------------------------------------------------------- | --------------------- |
| Napoleone I               |          | 15 agosto 1769  | 20 marzo 1815  | 22 giugno 1815 | (1) Giuseppina di Beauharnais nessun figlio (2) Maria Luisa d'Austria un figlio | —                     |
| Napoleone II (contestato) |          | 20 marzo 1811   | 22 giugno 1815 | 7 luglio 1815  | —                                                                               | Figlio di Napoleone I |

## Impero francese (1852-1870)
| Nome          | Ritratto | Data di nascita | Regno           | Regno            | Matrimoni                    | Note                                                                 |
| Nome          | Ritratto | Data di nascita | Inizio          | Fine             | Matrimoni                    | Note                                                                 |
| ------------- | -------- | --------------- | --------------- | ---------------- | ---------------------------- | -------------------------------------------------------------------- |
| Napoleone III |          | 20 aprile 1808  | 2 dicembre 1852 | 4 settembre 1870 | Eugenia de Montijo un figlio | Nipote di Napoleone I Cugino di Napoleone II morto il 9 gennaio 1873 |